# (73692) Gürtler
(73692) Gürtler (1991 RL3) – planetoida z pasa głównego asteroid okrążająca Słońce w ciągu 3 lat i 113 dni w średniej odległości 2,46 j.a. Została odkryta 12 września 1991 roku.